# قرار مجلس الأمن التابع للأمم المتحدة رقم 1242
قرار مجلس الأمن التابع للأمم المتحدة رقم 1242، المتخذ بالإجماع في 21 أيار / مايو 1999، بعد الإشارة إلى جميع القرارات السابقة بشأن العراق، بما في ذلك القرارات 986 (1995)، 1111 (1997)، 1129 (1997)، 1143 (1997)، 1153 (1998)، 1175 (1998) و1210 (1998) بشأن برنامج النفط مقابل الغذاء، مدد المجلس الأحكام المتعلقة بتصدير النفط العراقي أو المنتجات البترولية الكافية لإنتاج ما قيمته 5.256 مليار دولار من النفط لمدة 180 يومًا أخرى.
كان مجلس الأمن مقتنعاً بضرورة اتخاذ إجراء مؤقت لتقديم المساعدة الإنسانية للشعب العراقي حتى تنفذ الحكومة العراقية أحكام القرار 687 (1991) وتوزع المساعدات في جميع أنحاء البلاد بالتساوي.
بموجب الفصل السابع من ميثاق الأمم المتحدة، مدد المجلس برنامج النفط مقابل الغذاء لمدة ستة أشهر إضافية تبدأ في 00:01 بالتوقيت الشرقي في 25 مايو 1999 مع بقاء أحكام القرار 1153 سارية المفعول. وأبقى المجلس على الحد الأقصى من النفط الذي يمكن للعراق تصديره عند 5.256 مليار دولار أمريكي.
أخيرًا، طُلب من الأمين العام كوفي عنان تقديم تقرير إلى المجلس بحلول 30 يونيو 1999 بشأن ما إذا كان العراق قادرًا على إنتاج ما قيمته 5.256 مليار دولار أمريكي من النفط للتصدير وتقديم قائمة مفصلة بالمعدات التي كانت البلدان توفرها لمساعدة العراق على زيادة الصادرات لتمويل المساعدات الإنسانية. كما تم توجيهه لتعزيز عملية المراقبة في العراق لضمان توزيع المساعدات بالتساوي بين جميع شرائح السكان واستخدام جميع المعدات على النحو المصرح به.

## روابط خارجية
- نص القرار في undocs.org